# Sint-Potentinuskerk
De Sint-Potentinuskerk (Duits: St. Potentinuskirche) is een rooms-katholieke kerk in het Eifeldorp Wehr. De kerk staat in de wijde omtrek bekend om het voor de regio ongewoon rijke barokke interieur.

## Geschiedenis
Van 900 tot 1802 behoorde Wehr tot de pemonstratenzer abdij van Steinfeld. Het klooster liet omstreeks het jaar 1230 een nieuwe kerk in Wehr bouwen. De romaanse toren van vier verdiepingen hoog dateert uit deze tijd. In de jaren 1700-1702 werd een nieuw, groter kerkschip aan de toren gebouwd. Daarbij kreeg de kerk een geheel nieuwe barokke inrichting. 
Het barokke interieur wordt gedomineerd door drie hoge altaren met zuilen en een veelvoud aan heiligen en engelen. Verdeeld over de altaren en de zijmuren vallen verder de 12 levensgrote uit lindenhout gesneden beelden van de apostelen op. De barokke beelden werden gemaakt door de in Wehr geboren lekenbroeder Michael Pirosson.

## Patrocinium
De kerk droeg ooit het patrocinium van Sint-Martinus. Voor het eerst werd in het jaar 920 de samenhang tussen Wehr en Sint-Potentinus gedocumenteerd, toen de relieken van Potentinus en zijn beide zonen in opdracht van aartsbisschop Ruotger van Karden naar het nieuwe klooster te Steinfeld werden gebracht en de relikwieprocessie voor de overnachting in Wehr halt hield. Sinds die tijd was de heilige Potentinus de eerste patroon van de kerk en Sint-Martinus medepatroon.
Volgens de legende werd de processie de volgende ochtend na de overnachting gehinderd, omdat de ossen koppig weigerden verder te gaan. Met hun hoeven groeven ze ter plekke een gat in de grond waar op miraculeuze wijze een bron ontsprong. De dieren waren pas weer in beweging te krijgen, nadat graaf Sibodo al zijn bezittingen in Wehr aan het klooster in Steinfeld had geschonken.

## Afbeeldingen

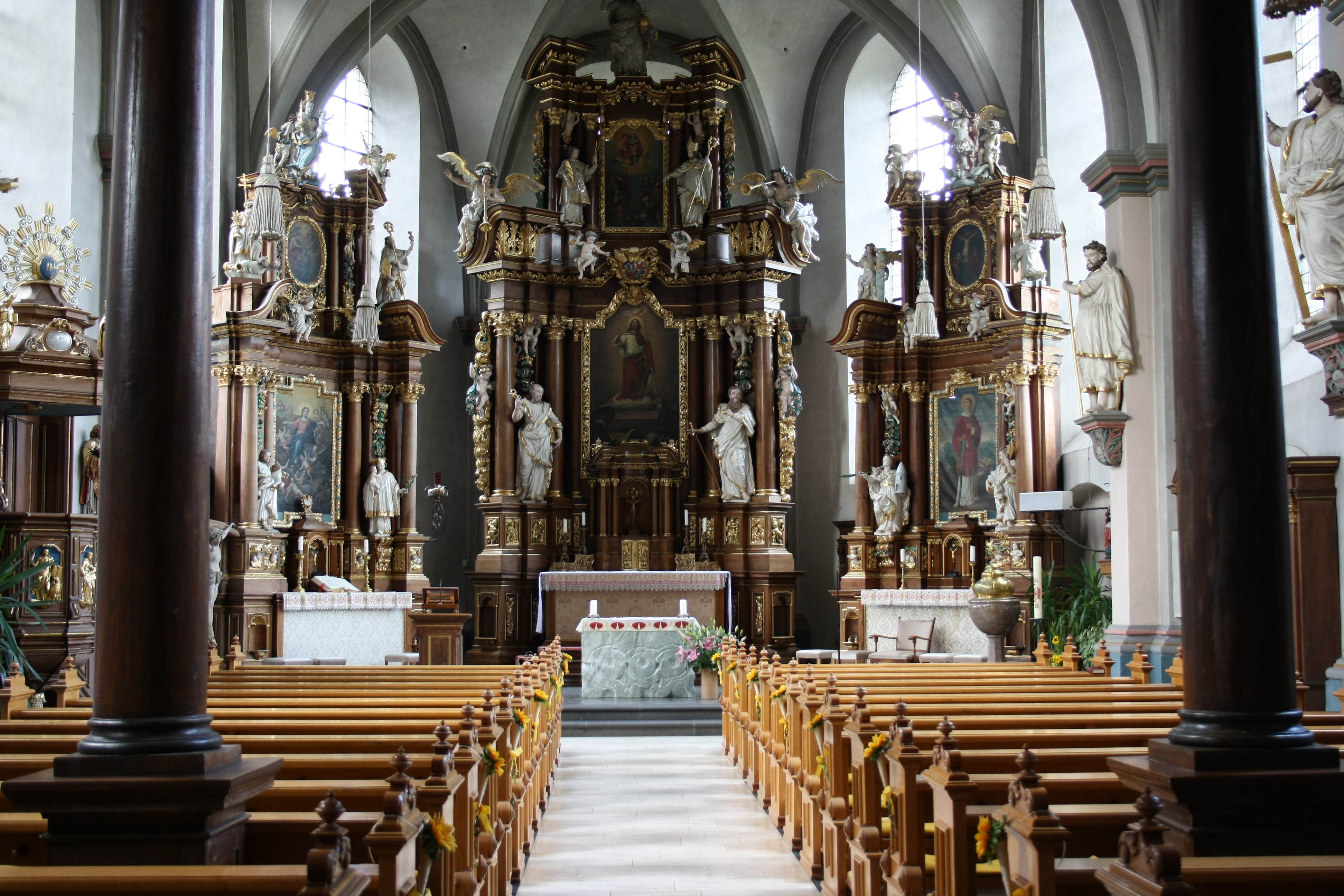
Altaren
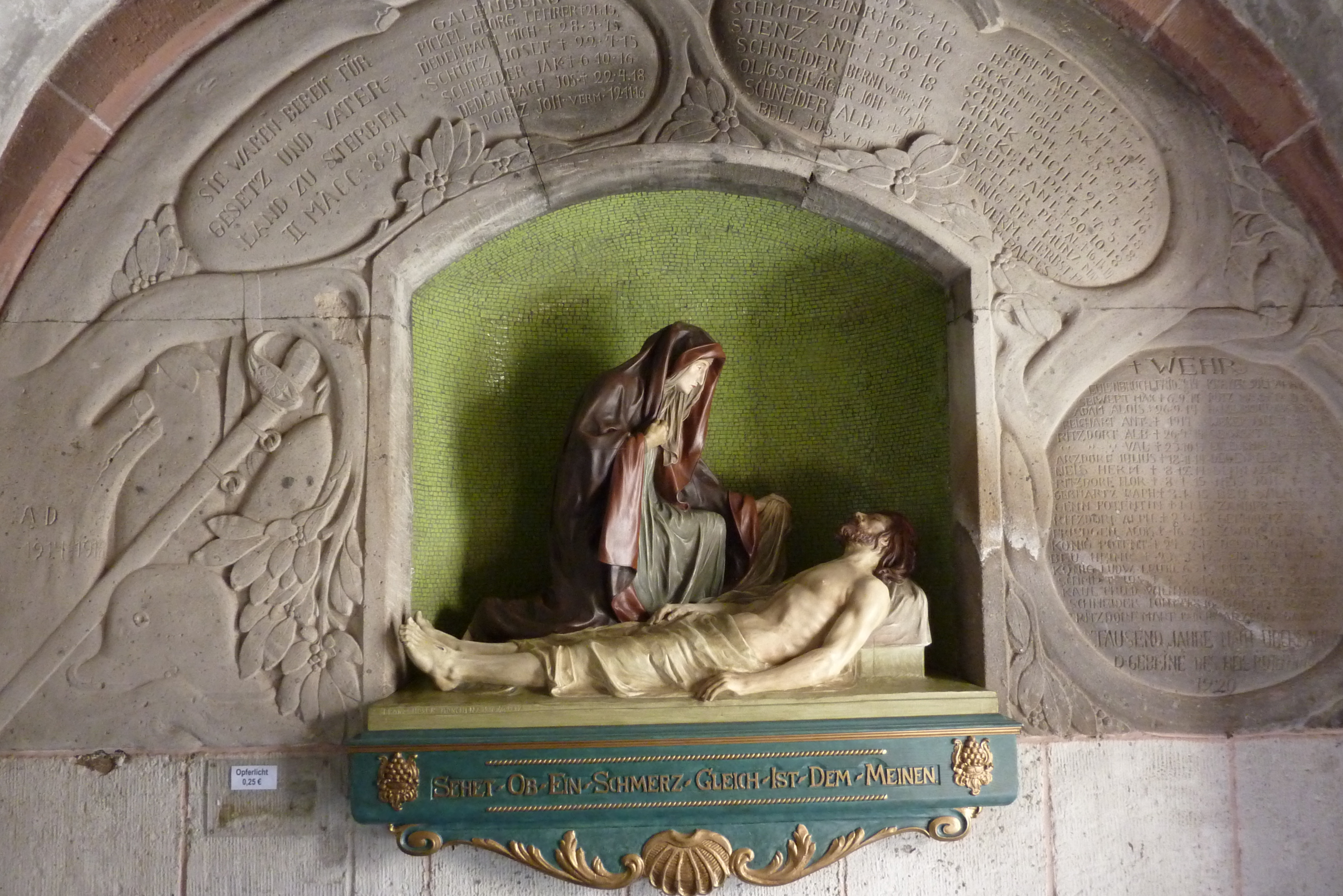
Oorlogsmonument 1914-1918
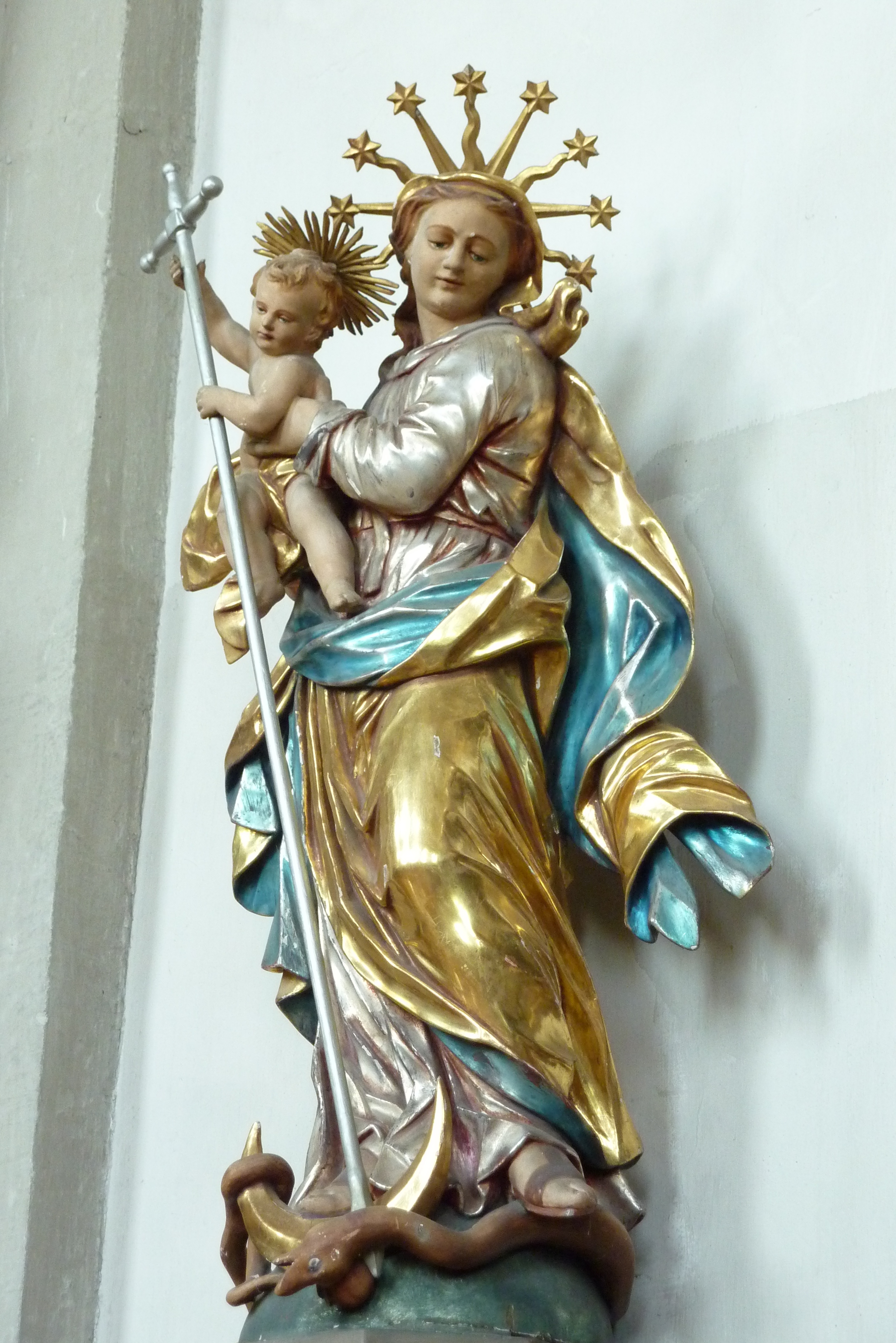
Maria met Kind
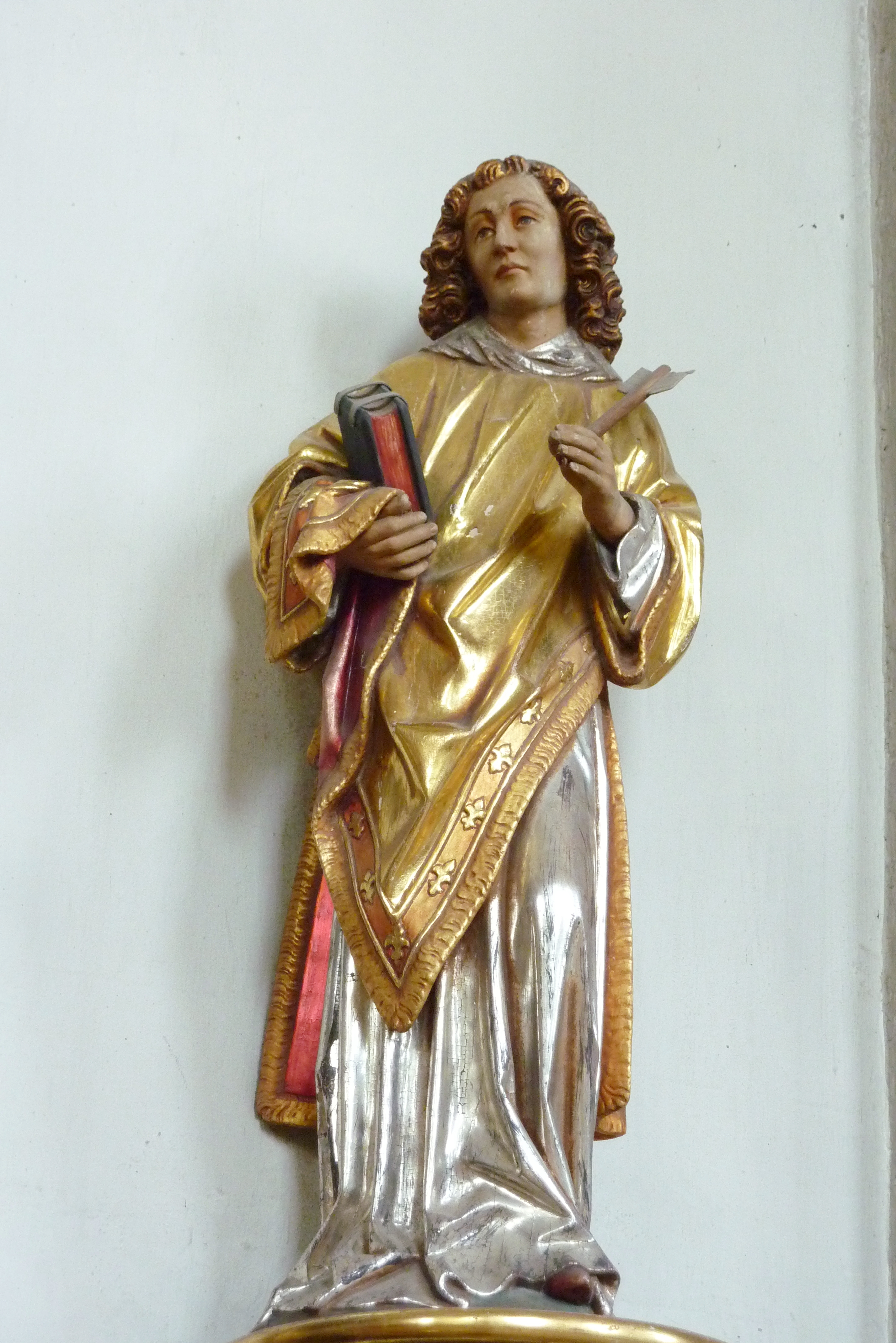
15e-eeuws beeld Sint-Potentinus
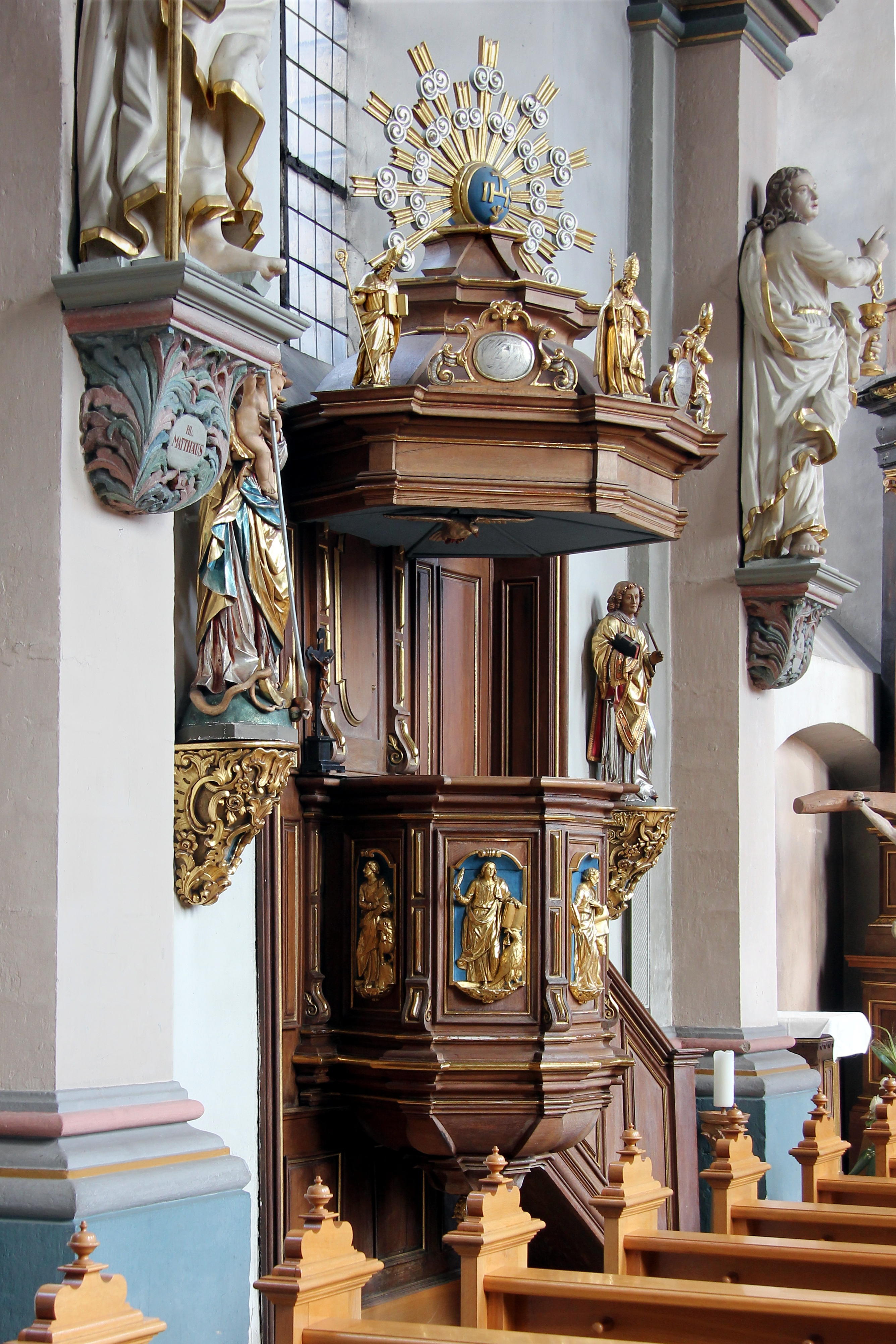
Preekstoel